# Dębowa Góra (Pojezierze Południowokrajeńskie)
Dębowa Góra – najwyższe wzgórze w morenie czołowej  wzdłuż doliny Noteci, na południowym krańcu Pojezierza Południowokrajeńskiego, w środkowej Krajnie w pobliżu miejscowości Osiek nad Notecią. Wysokość 193,7 m n.p.m.
Na szczyt prowadzi wytyczona ścieżka rowerowa, która rozpoczyna się na parkingu przy byłej leśniczówce Zielona Góra (około 500 m za miejscowością Wyrzysk w kierunku Osiek nad Notecią).